# 絵門ゆう子
絵門 ゆう子（えもん ゆうこ、本名：三門 裕子〈みかど ゆうこ〉、1957年〈昭和32年〉3月18日 - 2006年〈平成18年〉4月3日）は、日本の元アナウンサー、女優、エッセイスト、産業カウンセラーである。NHK時代は旧姓名の堀内 裕子（ほりうち ゆうこ）→池田 裕子（いけだ ゆうこ）と名乗っていた。女優時代の芸名は桐生 裕子→桐生 ユウ子→桐生 ゆう子（きりゅう ゆうこ）であった。
父は元整理回収機構監査役の堀内好訓（ほりうち　よしくに、1928年4月29日 - ）。親戚に元日本銀行総裁の三重野康がいる。

## 来歴・人物
1957年、東京生まれ。津田塾大学学芸学部国際関係学科卒業。1979年、NHKにアナウンサーとして入局。入局当時は旧姓名の堀内裕子と名乗っていた。
初任地は大阪放送局。大阪時代に最初の結婚をしたことで池田裕子と名を改め、NHK放送センターへ異動後の1982年10月、当時25歳という最年少で『NHKニュースワイド』のキャスターに就任、1986年3月まで担当した。1986年3月にNHKを退局後フリーアナウンサーに転向し、TBSの『モーニングEye』にキャスターとして出演した。そしてTBSの当時の人気ドラマ『金曜日には花を買って』への出演を機に女優に転向。 その後、「桐生裕子」→「桐生ユウ子」→「桐生ゆう子」を芸名にしていた（桐生裕子に改名する前の「池田裕子」の名でドラマ出演の作品もある）。
2000年にがんを告知される。西洋医療を中心とした治療中に母親をがんで亡くしているため、西洋医療に対する不信の念を拭えず2年近くを民間治療に費やしたが、その間に全身にがんが転移してしまう。しかしながら、聖路加国際病院の医師たちの治療を受ける中で西洋医療に対する考え方に変化が生じる。それをきっかけに芸名を「絵門ゆう子」に改めて自らの闘病記をまとめたエッセイ、絵本の執筆や講演・朗読会、テレビ出演などをこなし、2003年に自らの体験を『がんと一緒にゆっくりと』として出版した。同年11月からは朝日新聞東京本社版（木曜）にコラム『絵門ゆう子のがんとゆっくり日記』を連載していた。抗がん剤に効果がみられなくなった後は自然治癒に専念した。
2006年4月3日22時43分、転移性乳癌のため聖路加国際病院にて死去。49歳没。

## 出演

### テレビ
NHK在籍時代
報道・情報番組
| 期間      | 期間      | 番組名            | 役職                             |
| --------- | --------- | ----------------- | -------------------------------- |
| 1982年4月 | 1983年3月 | NHKニュースワイド | 木・金曜日メインキャスター       |
| 1983年4月 | 1985年3月 | NHKニュースワイド | メインキャスター（担当曜日不明） |
| 1985年4月 | 1986年3月 | NHKニュースワイド | 平日隔週交代でのメインキャスター |

その他
- 女性手帳（1979年9月・11月、1980年1月・3月・5月・7月・9月・11月、1981年1月・4月） - 大阪放送分

フリー転身後
情報・ワイドショー番組
| 期間          | 期間          | 番組名                     | 役職                                 |
| ------------- | ------------- | -------------------------- | ------------------------------------ |
| 1986年4月     | 1987年9月     | モーニングEye（TBSテレビ） | アシスタント                         |
| 1988年10月4日 | 1989年3月28日 | 11PM（日本テレビ）         | 火曜日よみうりテレビ制作分側での司会 |

クイズ関連番組・その他
- クイズダービー（TBSテレビ、1986年4月5日・1987年12月12日・1988年6月25日） - ゲスト回答者
- テレビくん、どうも（フジテレビ）
- スターご勝手対談（フジテレビ）
- クイズところ変われば!?（テレビ東京） - 解答者
- 一枚の写真（1990年10月26日、フジテレビ）

### ラジオ
- FMリクエストアワー（1984年4月 - 1986年3月）

### テレビドラマ
- 金曜日には花を買って（1986年、TBS） - 沢井町子 役
- パパはニュースキャスター 第4話（1987年、TBS） - 池田裕子 役
- 火曜スーパーワイド「Dr.クマひげ〜新宿駅ウラ診療所〜1・男女やさしさ物語」（1989年3月14日、朝日放送）
- 土曜ワイド劇場（テレビ朝日）
  - アルプス秘湯推理旅行 タロット占いの死に神カードが… 信州扉温泉復讐ツアー（1990年4月28日） - 北村夢子 役
  - セールスレディ連続殺人事件 美人教師の華麗な転職! 年下の男は禁断の香り（1991年12月21日）
  - 津軽海峡をわたる女 青森〜函館〜札幌 北の殺人物語 不倫の恋の思わぬ結末（1994年2月12日）
  - 森村誠一サスペンス 飼い主のない孤独 猫が見た密室殺人! 淋しい女達の愛と殺意（1994年6月18日）
  - 同居人カップルの殺人推理旅行 北陸加賀〜結婚式に殺しの招待状（1994年8月27日） - 笹本泰代 役
  - タクシードライバーの推理日誌4 幸福の代償 妻と別れたい男の殺人契約!?（1994年10月1日） - 井狩真由美 役
- 火曜サスペンス劇場「盲人探偵・松永礼太郎5・逆恨み」（1995年、日本テレビ）
- ラスト・フレンド（1993年、東海テレビ） - 香澄 役
- 八代将軍吉宗（1995年、NHK大河ドラマ）
- 幸福の予感（1996年、東海テレビ） - 関根則子 役

## 著書
- 池田裕子『花どろぼう』（文藝春秋 1987年）のち祥伝社ノン・ポシェット
- 池田裕子『1週間料理を1回で作っちゃう：一度やって見たら止められない 』（青春出版社 1989年）
- 桐生裕子『女たちの乱気流：長編恋愛小説』（祥伝社 1992年）
- 桐生ゆう子『母への詫び状：すべてをし尽くした。でも… ヒューマン・ドキュメント』（祥伝社 1996年）
- 絵門ゆう子『がんと一緒にゆっくりと：あらゆる療法をさまよって』（新潮社 2003年）のち文庫
- 山中翔之朗絵『うさぎのユック』（金の星社 2005年）
- 『がんでも私は不思議に元気』（新潮社 2005年）
- 『絵門ゆう子のがんとゆっくり日記』（朝日新聞社 2006年）
- 浜辺祐一、石川文洋共著『生きているからこそ：命の大切さを伝えたい』（日本標準、2006年）
- エムナマエ絵『ありがとう』（PHP研究所、2006年）

## 関連書籍
- 田原節子編著 『もっと知りたい!：田原節子がん対論-知りたがり患者の命を延ばしたがんの新常識』（エビデンス社、2004年）ISBN 4-9902304-1-8
- 服部圭郎編著　『サステイナブルな未来をデザインする知恵』（鹿島出版会、2006年）ISBN 4-306-09379-4